# Justice (альбом Molly Hatchet)
Justice — двенадцатый студийный альбом американской группы Molly Hatchet, исполняющей южный рок, выпущенный 1 июня 2010 года на лейбле SPV GmbH.

## Об альбоме
Justice стал последним альбомом, записанным с барабанщиком Шоном Бимером, покинувшем группу в 2011 году, на смену которому пришёл Скотт Крэйг.
Альбом посвящён памяти Сомер Томпсон, семилетней жительницы Джэксонвилла, пропавшей во время возвращения из школы домой и позднее найденной мёртвой на свалке в Джорджии. Группа посвятила ей песню «Fly on Wings of Angels (Somer’s Song)», а старшая сестра Сомер Эбигайл спела в качестве вступления к ней любимую песню Сомер «You Are My Sunshine». По словам Бобби Инграма, эта песня была написана за 20 минут и стала для группы самой лёгкой в написании, и самой сложной, которую пришлось записать. Molly Hatchet дали несколько благотворительных концертов, чтобы помочь собрать деньги семье Томпсон.

## Список композиций
| №   | Название                                | Автор(ы)                                 | Длительность |
| --- | --------------------------------------- | ---------------------------------------- | ------------ |
| 1.  | «Been to Heaven — Been to Hell»         | Бобби Инграм, Фил Маккормак              | 4:35         |
| 2.  | «Safe in My Skin»                       | Бобби Инграм, Фил Маккормак, Тим Линдси  | 4:33         |
| 3.  | «Deep Water»                            | Бобби Инграм, Фил Маккормак, Джон Гэлвин | 5:38         |
| 4.  | «American Pride»                        | Бобби Инграм, Фил Маккормак              | 4:02         |
| 5.  | «I’m Gonna Live ’til I Die»             | Бобби Инграм, Фил Маккормак              | 8:30         |
| 6.  | «Fly on Wings of Angels (Somer’s Song)» | Бобби Инграм, Фил Маккормак, Джон Гэлвин | 8:06         |
| 7.  | «As Heaven Is Forever»                  | Бобби Инграм, Фил Маккормак, Джон Гэлвин | 4:47         |
| 8.  | «Tomorrow and Forevers»                 | Бобби Инграм, Фил Маккормак, Джон Гэлвин | 5:23         |
| 9.  | «Vengeance»                             | Бобби Инграм, Фил Маккормак, Шон Бимер   | 6:23         |
| 10. | «In the Darkness of the Night»          | Бобби Инграм, Фил Маккормак              | 5:05         |
| 11. | «Justice»                               | Бобби Инграм, Фил Маккормак              | 8:39         |

## Участники записи
| Molly Hatchet: - Фил Маккормак — вокал - Бобби Инграм — соло-гитара, акустическая гитара, бэк-вокал - Дэйв Лубек — соло-гитара - Джон Гэлвин — клавишные, орган, бэк-вокал - Тим Линдси — бас-гитара, бэк-вокал - Шон Бимер — барабаны, ударные Приглашённые музыканты: - Эбигайл Томпсон — вокал во фрагменте «You Are My Sunshine», включённом в «Fly on Wings of Angels (Somer’s Song)» - Майкл Борман — бэк-вокал - Анке Реннер — бэк-вокал - Тина Люкс — бэк-вокал - Джей Уиндинг — клавишные | Технический персонал: - Бобби Инграм — продюсер, микширование - Томми Ньютон — звукорежиссёр, микширование, мастеринг - Скотт Фравала — звукорежиссёр - Дэрил Феннеджер — звукорежиссёр - Джон Беттис — звукорежиссёр - Пол Рэймонд Грегори — обложка, буклет - Дэйв Оттоуэлл — обложка, буклет - Аксель Йуссейт — фотографии |